# Кратеропа чорновуздечкова
Кратеро́па чорновуздечкова (Turdoides melanops) — вид горобцеподібних птахів родини Leiothrichidae. Мешкає в Анголі, Намібії і Ботсвані. Раніше вважався конспецифічним з масковою кратеропою.

## Підвиди
Виділяють два підвиди:
- T. m. melanops (Hartlaub, 1867) — південна і південно-західна Ангола, північна Намібія;
- T. m. querula Clancey, 1979 — південно-східна Ангола, північно-східна Намібія, північно-західна Ботсвана.

## Поширення і екологія
Чорновуздечкові кратеропи живуть в сухих саванах, чагарникових заростях і лісах.